# Charles Beauclerk (1. książę St Albans)

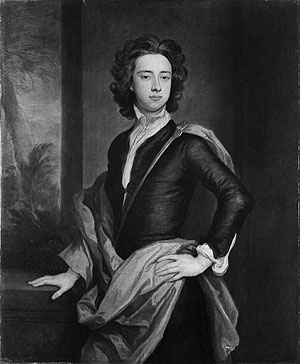
Jego Łaskawość Książę St Albans

Charles Beauclerk (ur. 8 maja 1670 w Londynie, zm. 10 maja 1726 w Bath) – nieślubny syn króla Anglii i Szkocji Karola II i jego metresy Nell Gwyn.
Już w grudniu 1670 r. został baronem Heddington i hrabią Burford. W 1684 r. został księciem St Albans. W 1687 r. został pułkownikiem 8 regimentu konnego i brał udział, u boku cesarza Leopolda I, podczas oblężenia Belgradu w 1688 r.
Po śmierci matki (14 listopada 1687 r.) odziedziczył liczne ziemskie posiadłości, min. Burford House niedaleko zamku Windsor. Nie był obecny w Anglii podczas "chwalebnej rewolucji". Nawiązał jednak przyjazne relacje z królem Wilhelmem III. W 1691 r. zasiadł w Izbie Lordów. W 1693 r. dowodził wyprawą do Flandrii i odznaczył się zwłaszcza w bitwie pod Landen, za co został mianowany kapitanem Gentelmen Pensioners. Latem 1697 r. razem z królem witał w Utrechcie Piotra Wielkiego. W grudniu tego samego roku posłował do Paryża, by przekazać królewskie gratulacje z okazji ślubu wnuka króla Ludwika XIV, Ludwika Burgundzkiego, z Marią Adelajdą Sabaudzką. W 1698 r. został głównym sokolnikiem Dworu Królewskiego.
Gorsze czasy dla St Albansa przyszły wraz z rządami szwagierki Wilhelma, Anny, która popierała partię torysów, podczas gdy St Albans był znany ze swoich wigowskich sympatii. Do łask wrócił dopiero za panowania Jerzego I. W 1716 r. został Lordem Namiestnikiem Berkshire, zaś w 1718 r. kawalerem Orderu Podwiązki.
17 kwietnia 1694 r. poślubił słynną z piękności lady Dianę de Vere (ok. 1679 - 15 stycznia 1742), córkę i dziedziczkę Aubreya de Vere, 20. hrabiego Oxford i Diany Kirke, Lady Bedchamber księżnej Walii. Charles i Diana mieli razem dziewięciu synów i trzy córki:
- Charles Beauclerk (6 kwietnia 1696 - 27 lipca 1751), 2. książę St Albans
- Diana Beauclerk (ok. 1697 - ?)
- William Beauclerk (22 maja 1698 - 23 lutego 1733), ożenił się z Charlotte Werden, miał dzieci, jego wnukiem był George Beauclerk, 4. książę St Albans
- Vere Beauclerk (14 lipca 1699 - 21 października 1781), 1. baron Vere of Hanworth
- pułkownik Henry Beauclerk (11 sierpnia 1701 - 5 stycznia 1761), ożenił się z Marthą Lovelace, miał dzieci
- Sidney Beauclerk (27 lutego 1703 - 23 listopada 1744), ożenił się z Mary Norris, miał dzieci
- George Beauclerk (26 grudnia 1704 - 11 maja 1768)
- Seymour Beauclerk (24 czerwca 1708 - ?), zmarł w dzieciństwie
- James Beauclerk (ok. 1709 - 20 października 1787), biskup Hereford
- Aubrey Beauclerk (ok. 1710 - 22 marca 1741)
- Mary Beauclerk (ok. 1713 - ?)
- Anne Beauclerk (ok. 1716 - ?)

Istnieje wiele legend opowiadających jak Beauclerk został hrabią Burford. Jedna z nich opowiada, że kiedy Karol przybył zobaczyć syna, Nell Gwynne zawołała na chłopca "Chodź mały bękarcie i przywitaj się z ojcem". Kiedy król zaprotestował przeciwko nazywaniu syna w ten sposób, Nell odpowiedziała, że król nie dał jej szansy by nazywać chłopca inaczej. Karol natychmiast mianował Beauclerka hrabią Burford. Ta historia jest prawie na pewno nieprawdziwa, gdyż chłopiec otrzymał tytuł w bardzo młodym wieku.
Inna legenda twierdzi, że matka Beauclerka wystawiła go przez okno grożąc, że jeśli nie otrzyma on parostwa, to go wyrzuci. Król Karol wykrzyknął wtedy "Boże, chroń hrabiego Burford" i nadał synowi ten tytuł.